# Кунене (Ангола)
Кунене (порт. Cunene), једна је од 18 покрајина у Републици Ангола. Покрајина се налази на југозападном делу земље, без излаза на Атлантски океан и граничи се са државом Набијом.
Покрајина Кунене покрива укупну површину од 87.342 km² и има 965.288 становника (подаци из 2014. године). Највећи град и административни центар и покрајине је град Онџива.

## Административно подела покрајине
Покрајина Кунене се дели на следећих 6 општина (порт. município):
- Кахама (Cahama)
- Кањама (Cuanhama)
- Курока (Curoca)
- Кувелај (Cuvelai)
- Намакунде (Namacunde)
- Омбаџа (Ombadja)